# Helveticosaurus
Helveticosaurus foi um réptil pré-histórico marinho que viveu dirante o período Triássico, da Era Mesozoica. Seus fósseis foram encontrados na Suíça, em 1955 e foi primeiramente descrito como um primitivo placodonte. Estudos mais cuidadosos no entanto revelaram que ele não parece pertencer com certeza a nenhuma ordem ou família conhecida.
O Helveticosaurus nadava pelos mares utilizando sua poderosa cauda e suas patas como nadadeiras. Era com certeza um predador, mas de que se constituia seu cardápio ainda não se sabe. 